# Etiopía en los Juegos Olímpicos de Pekín 2008
Etiopía estuvo representada en los Juegos Olímpicos de Pekín 2008 por un total de 27 deportistas que compitieron en un deporte: atletismo.  
El portador de la bandera en la ceremonia de apertura fue el atleta Miruts Yifter.

## Medallistas
El equipo olímpico etíope obtuvo las siguientes medallas:
| Nombre          | Deporte   | Competición |
| --------------- | --------- | ----------- |
| Oro             |           |             |
| Tirunesh Dibaba | Atletismo | 10 000 m F  |
| Tirunesh Dibaba | Atletismo | 5000 m F    |
| Kenenisa Bekele | Atletismo | 10 000 m M  |
| Kenenisa Bekele | Atletismo | 5000 m M    |
| Plata           |           |             |
| Sileshi Sihine  | Atletismo | 10 000 m M  |
| Meseret Defar   | Atletismo | 5000 m F    |
| Bronce          |           |             |
| Tsegay Kebede   | Atletismo | Maratón M   |